# Stitch Encounter
Stitch Encounter est une attraction des parcs Disney de Tokyo Disneyland, Shanghai Disneyland et des Walt Disney Studios (Stitch Live!).
Le projet d'origine se basait sur l'attraction Stitch's Great Escape! du Magic Kingdom. Mais pour des raisons budgétaires, la présentation a été modifiée pour utiliser la technologie de Turtle Talk with Crush, attraction située à Epcot. Ces deux parcs sont situés dans le complexe de Walt Disney World Resort en Floride.

## Les attractions

### Hong Kong Disneyland
L'attraction utilisait le même concept que le Turtle Talk with Crush, mais avec le personnage de Stitch et une histoire comparable à son homologue américaine. Elle a fermé ses portes le 2 mai 2016.
- Ouverture : 13 juillet 2006
- Fermeture : 2 mai 2016
- Conception : Walt Disney Imagineering, Walt Disney Feature Animation
- Taille requise : 1,02 m
- Durée : 15 min.
- Type d'attraction : présentation assise en théâtre avec audio-animatronics, vidéo et audio
- Situation : 22° 18′ 48″ N, 114° 02′ 32″ E

### Walt Disney Studios
L'attraction utilise une partie du Studio 4 occupé par Disney Channel France. Elle reprend le concept de celui de Hong Kong Disneyland, avec néanmoins une salle de spectacle plus immersive (sur le thème d'un studio de cinéma/télévision). Peu après l'ouverture, un léger changement de thématique prend place. La partie préalable à la rencontre avec Stitch est réorientée : on ne visite plus les Studios de Disney Channel mais le Galactical Communications Center (Centre de Communications Galactiques).
- Nom : Stitch Live!
- Ouverture : 22 mars 2008
- Capacité : Environ 200 places
- Budget : 5 millions d'€
- Situation : 48° 52′ 00″ N, 2° 46′ 48″ E

### Shanghai Disneyland
- Nom : Stitch Encounter
- Ouverture : 16 juin 2016 (avec le parc)
- Situation : 31° 08′ 36″ N, 121° 39′ 13″ E